# Suzuya (tàu tuần dương Nhật)
Suzuya (tiếng Nhật: 鈴谷 Suzuya) là một tàu tuần dương hạng nặng của Hải quân Đế quốc Nhật Bản, là chiếc thứ ba trong tổng số bốn chiếc thuộc lớp Mogami. Tên của nó được đặt theo tên con sông Suzuya tại khu vực Tohoku, Nhật Bản. Suzuya từng hoạt động trong Chiến tranh Thế giới thứ hai và bị máy bay Mỹ đánh chìm trong trận chiến ngoài khơi Samar ngày 25 tháng 10 năm 1944.

## Thiết kế và chế tạo
Được chế tạo trong Chương trình Tăng cường Hạm đội 1931, những chiếc trong lớp Mogami được thiết kế bởi Yuzuru Hiraga, và được chế tạo như những tàu tuần dương "hạng nhẹ" theo quy định của Hiệp ước Hải quân Washington; nhưng áp dụng những kỹ thuật mới nhất, trang bị năm tháp pháo đa dụng ba nòng 155 mm (6,1 inch) có góc nâng lên đến 55°. Để giảm trọng lượng, người ta áp dụng kỹ thuật hàn điện, sử dụng nhôm trong chế tạo cấu trúc thượng tầng, và chỉ có một ống khói duy nhất. Kiểu động cơ turbine hộp số mới, cùng với dàn hỏa lực phòng không rất hùng hậu, cho phép chúng có tốc độ rất nhanh và bảo vệ tốt.
Chúng tỏ ra khá lớn so với những chiếc tàu tuần dương hạng nhẹ, và các tháp súng được thiết kế sao cho có thể nhanh chóng chuyển đổi sang kiểu pháo 203 mm (8 inch) nòng đôi. Dù sao, lớp Mogami cũng mắc phải một số vấn đề kỹ thuật do thiết bị chưa được thử nghiệm và trọng lượng bên trên quá nặng tạo ra sự mất ổn định khi đi ngoài biển khơi trong thời tiết xấu.
Suzuya được hoàn tất tại Xưởng hải quân Yokosuka vào tháng 1 năm 1936, nhưng được đưa về lực lượng dự bị trong khi chờ đợi có chỗ trống trong ụ tàu để tiến hành cải tạo. Đến năm 1937 cả bốn chiếc trong lớp đều được "cải biến" thành những tàu tuần dương hạng nặng với mười khẩu pháo chính cỡ nòng 203 mm (8 inch); công việc tái cấu trúc và tái trang bị chỉ hoàn tất vào ngày 30 tháng 9 năm 1939.

## Lịch sử hoạt động

### Giai đoạn mở màn Thế Chiến II

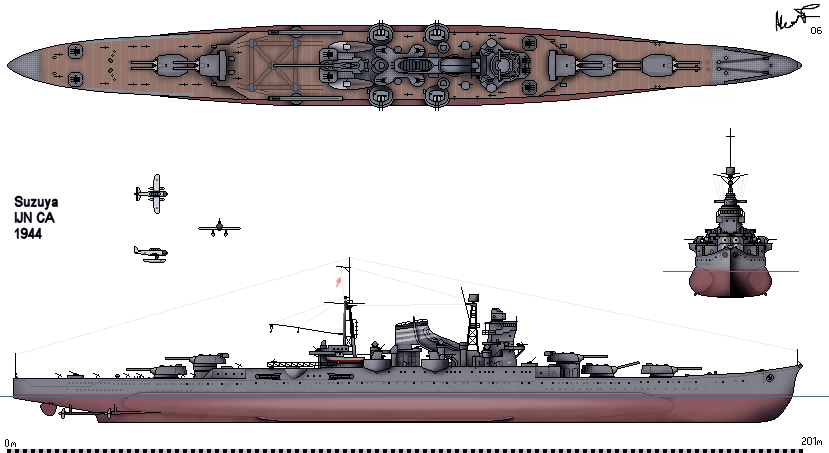
Bản vẽ chiếc Suzuya như nó hiện hữu vào năm 1944

Được phân về Hải đội Tuần dương 7 cùng các tàu chị em với nó Mogami, Mikuma và Kumano, vào đầu năm 1941, từ căn cứ tiền phương của nó ở Hải Nam, Suzuya tham gia vào việc chiếm đóng Nam Kỳ tại Đông Dương sau khi Đế quốc Nhật Bản và chính phủ Vichy đạt được thỏa thuận về việc sử dụng các căn cứ không quân và hải quân tại đây từ tháng 7 năm 1941. Vào lúc diễn ra trận tấn công Trân Châu Cảng, Suzuya được giao nhiệm vụ hỗ trợ cuộc chiếm đóng Malaya trong thành phần Hải đội Tuần dương 7 thuộc Hạm đội Viễn chinh Phương Nam 1 của Phó Đô đốc Jisaburo Ozawa, trực tiếp bảo vệ cho các cuộc đổ bộ quân Nhật lên Singora, Patani và Kota Bharu.
Vào ngày 9 tháng 12 năm 1941, tàu ngầm Nhật I-65 báo cáo trông thấy Lực lượng Z của Hải quân Hoàng gia Anh bao gồm chiếc thiết giáp hạm HMS Prince of Wales, tàu chiến-tuần dương HMS Repulse và các tàu khu trục hộ tống. Bản báo cáo này được tàu tuần dương hạng nhẹ Sendai thu được, và chuyển tiếp đến Đô đốc Ozawa lúc đó đang ở trên soái hạm của mình là tàu tuần dương Chokai. Tuy nhiên, việc thu tín hiệu rất kém và bản thân bức thông điệp phải mất thêm 90 phút để giải mã. Hơn nữa, bản báo cáo của I-65 không chính xác về hướng tiến của Lực lượng Z. Hai chiếc thủy phi cơ Aichi E13A1 "Jake" phóng lên từ Suzuya và Kumano dự tính để theo dõi Lực lượng Z, nhưng cả hai đều bị buộc phải đáp xuống biển do hết nhiên liệu, và chỉ có đội bay của Suzuya được cứu vớt. Ngày hôm sau, Lực lượng Z bị áp đảo bởi những máy bay ném bom-ngư lôi của Không đoàn 22 xuất phát từ Đông Dương, và bị tiêu diệt.
Vào tháng 12 năm 1941, Suzuya được giao nhiệm vụ chiếm đóng Sarawak, cùng với tàu tuần dương Kumano hỗ trợ cuộc đổ bộ quân Nhật xuống Miri. Từ căn cứ của nó tại vịnh Cam Ranh, nó khởi hành cùng với Kumano để hỗ trợ các cuộc đổ bộ tại Anambas, Endau, Palembang và đảo Banka, Sabang tại Sumatra và Java từ cuối tháng 12 năm 1941 đến giữa tháng 3 năm 1942. Suzuya còn tham gia việc chiếm đóng quần đảo Andaman vào ngày 20 tháng 3 năm 1942.

### Không kích Ấn Độ Dương
Từ ngày 1 tháng 4 năm 1942, Hải đội Tuần dương 7 đặt căn cứ tại Mergui, Miến Điện hợp cùng Hải đội Tuần dương 4 để tham gia cuộc không kích Ấn Độ Dương. Mikuma, Mogami và tàu khu trục Amagiri được tách ra để thành lập "Đội phía Nam" với vai trò truy lùng các tàu buôn đối phương trong khu vực vịnh Bengal; trong khi Suzuya, Kumano và tàu khu trục Shiokaze đảm trách các khu vực phía Bắc. Tàu tuần dương Chōkai, tàu tuần dương hạng nhẹ Yura thuộc Hải đội Khu trục 4, tàu sân bay Ryujo cùng các tàu khu trục Ayanami, Yūgiri và Asagiri hình thành nên đội trung tâm để tăng cường các lực lượng phía Nam hay phía Bắc khi cần thiết. Trong vài tuần sau đó, đội phía Bắc đã đánh chìm tàu buôn Mỹ tải trọng 4.986 tấn Exmoor và các tàu buôn Anh Autoclycus tải trọng 7.621 tấn, Malta 9.066 tấn và Shinkuang 2.440 tấn.
Tổng cộng Hải quân Nhật đã đánh chìm hơn 20 tàu trong thời gian ở lại ngắn ngủi tại vịnh Bengal. Sau đó, Suzuya được cho rút lui về Kure để sửa chữa, rồi được gửi đến Guam để gia nhập Đội vận chuyển Đổ bộ của Chuẩn Đô đốc Raizo Tanaka đang chuẩn bị cho trận Midway.

### Trận Midway
Ngày 5 tháng 6 năm 1942, Đô đốc Yamamoto Isoroku, Tư lệnh Hạm đội Liên hợp Nhật Bản đã ra lệnh cho Hải đội Tuần dương 7 tiến hành bắn pháo xuống đảo san hô Midway nhằm chuẩn bị cho cuộc đổ bộ lên đảo này. Lúc đó, Hải đội Tuần dương 7 và Hải đội Khu trục 8 còn cách mục tiêu 660 km (410 dặm), nên họ lao đi với tốc độ lên đến 65 km/h (35 knot); và vì biển động nên những chiếc tàu khu trục bị tụt lại. Đến 21 giờ 20 phút, mệnh lệnh bị hủy bỏ. Tuy nhiên, sự di chuyển đã đặt Hải đội Tuần dương 7 vào trong tầm bắn ngư lôi của chiếc tàu ngầm Mỹ USS Tambor, vốn bị tàu tuần dương Kumano phát hiện. Với tư cách soái hạm, Kumano ra lệnh chuyển hướng đồng loạt 45° sang mạn trái để tránh nguy cơ trúng ngư lôi. Mệnh lệnh chuyển hướng khẩn cấp được chiếc soái hạm và chiếc Suzuya thực hiện đúng, nhưng chiếc thứ ba trong đội hình Mikuma đã sai lầm thực hiện chuyển hướng 90°. Phía sau nó, Mogami chuyển hướng 45° như được chỉ thị, và điều này đã dẫn đến việc va chạm, khi Mogami đâm mạnh vào hông chiếc Mikuma bên mạn trái ngay bên dưới cầu tàu, khiến cả hai đều bị hư hại nặng. Suzuya quay trở về Kure vào ngày 23 tháng 6 và Hải đội Tuần dương 7 được điều từ Hạm đội 2 sang Hạm đội 3.
Sau khi quay lại Singapore, Hải đội Tuần dương 7 (Suzuya và Kumano) được giao nhiệm vụ hỗ trợ cho cuộc tấn công Miến Điện từ ngày 28 tháng 7 năm 1942. Trong khi di chuyển tại eo biển Malacca, Suzuya bị tàu ngầm O-23 của Hải quân Hoàng gia Hà Lan tấn công với bốn quả ngư lôi nhắm vào nó, nhưng đều bị trượt. Tuy nhiên, với việc lực lượng Mỹ tiến hành đổ bộ lên Guadalcanal vào ngày 7 tháng 8, Suzuya nhanh chóng được gọi đến mặt trận Nam Thái Bình Dương.

### Các chiến dịch tại quần đảo Solomon
Ngày 24 tháng 8 năm 1942, Hải đội Tuần dương 7 gia nhập lực lượng tấn công tàu sân bay của Phó Đô đốc Chuichi Nagumo, bao gồm các tàu sân bay Shokaku, Zuikaku, Zuiho và Ryujo) cùng tàu tuần dương Chikuma ở về phía Đông Bắc Guadalcanal. Trong Trận chiến Đông Solomon diễn ra sau đó, tàu sân bay Mỹ USS Saratoga đã đánh chìm chiếc tàu sân bay Nhật Ryujo; nhưng Suzuya ở quá xa để có thể tham dự vào trận chiến. Sau đó Suzuya tuần tra tại khu vực giữa Truk và quần đảo Solomon cho đến giữa tháng 10.
Ngày 26 tháng 10 năm 1942, lực lượng tấn công tàu sân bay của Nagumo lại giáp chiến cùng các tàu sân bay USS Enterprise, USS Hornet, thiết giáp hạm USS South Dakota và tàu tuần dương USS San Juan trong trận Santa Cruz, đánh chìm chiếc Hornet và làm hư hại những chiếc khác. Trận đánh này thuần túy là những cuộc không kích tầm xa, nên một lần nữa Suzuya lại ở quá xa để có thể tham gia chiến đấu trực tiếp.
Vào đầu tháng 11, Hải đội Tuần dương 7 được lệnh tăng cường cho Hạm đội 8 của Phó Đô đốc Gunichi Mikawa tại Shortland, và tham gia bắn phá sân bay Henderson trên đảo Guadalcanal vào ngày 14 tháng 11. Các tàu tuần dương Suzuya, Maya, Tenryu, Chokai, Kinugasa và Isuzu cùng các tàu khu trục Kazagumo, Makigumo, Michishio, Yugumo, Asashio và Arashio đã bắn phá sân bay Henderson với 989 quả đạn pháo 203 mm (8 inch). Trên đường rút lui, lực lượng đặc nhiệm bị tàu ngầm Mỹ USS Flying Fish tấn công nhưng đều trượt, và sau đó là máy bay cất cánh từ tàu sân bay Enterprise và từ Guadalcanal. Kinugasa bị đánh chìm, Chokai và Maya bị hư hại, riêng Suzuya thoát được mà không bị thiệt hại, và cho đến đầu tháng 1 năm 1943 tiếp tục nhiệm vụ tuần tra và hộ tống các đoàn tàu vận tải di chuyển giữa Truk, Kavieng và Rabaul.
Suzuya quay trở về Kure vào ngày 12 tháng 1 năm 1943 để sửa chữa, và cũng để bổ sung thêm hỏa lực phòng không và một hệ thống radar dò tìm trên không Kiểu 21. Nó quay trở lại Kure một lần nữa vào ngày 6 tháng 4, khi các khẩu súng máy 13 mm nòng đôi được thay thế bằng hai khẩu 25 mm AT/AA Kiểu 96 đa dụng ba nòng.
Suzuya rời cảng Yokosuka vào ngày 16 tháng 6 năm 1943 cùng một đoàn tàu vận tải tiếp liệu quan trọng đi đến quần đảo Solomon, và sau đó thực hiện các chuyến đi lại con thoi giữa Truk và Rabaul cho đến cuối năm đó. Vào ngày 18 tháng 7, Suzuya bị những chiếc máy bay ném bom-ngư lôi TBM Avenger của Thủy quân Lục chiến Mỹ đặt căn cứ tại Guadalcanal tấn công ngoài khơi Kolombangara, nhưng thoát được mà không bị thiệt hại. Vào ngày 3 tháng 11, Suzuya cùng với Mogami và Chikuma được cho tách ra từ Rabaul để tiến hành bắn phá vào lực lượng Mỹ vừa mới đổ bộ xuống vịnh nữ hoàng Augusta trên đảo Bougainville Nhưng cuộc nả pháo bị ngăn chặn chặn bên ngoài tầm pháo nhờ hoạt động thắng lợi của Đô đốc Merill, đánh chìm được chiếc Sendai. Suzuya quay trở lại cảng Rabaul vào ngày 5 tháng 11, đúng vào lúc lực lượng Mỹ tung ra đợt tấn công với 97 máy bay xuất phát từ các tàu sân bay USS Saratoga và USS Princeton. Suzuya là một trong số ít tàu hiếm hoi không bị đánh trúng trong trận này.
Vào ngày 1 tháng 2 năm 1944, Suzuya hỗ trợ cho cuộc triệt thoái khỏi Truk. Ngày 20 tháng 3 Chuẩn Đô đốc Shiraishi Kazutaka tiếp nhận quyền chỉ huy Hải đội Tuần dương 7; và sau đó Suzuya trải qua một đợt tái trang bị tại Singapore vào ngày 24 tháng 3, khi nó được bổ sung thêm tám khẩu súng phòng không nòng đơn 25 mm Kiểu 96.

### Trận chiến biển Philippine
Vào ngày 13 tháng 6 năm 1944, Đô đốc Soemu Toyoda, Tư lệnh Hạm đội Liên hợp Nhật Bản đã ra lệnh tiến hành Chiến dịch "A-Go" để phòng thủ quần đảo Mariana Islands. Suzuya được phân về "Lực lượng C" của Đô đốc Kurita Takeo cùng với các thiết giáp hạm Yamato và Musashi, các tàu sân bay Zuiho, Chiyoda và Chitose cùng các tàu tuần dương Atago, Takao, Maya, Chokai, Kumano, Chikuma, Tone và Noshiro.
Ngày 19 tháng 6, Hạm đội Cơ động Nhật Bản đã tấn công Lực lượng Đặc nhiệm 58 Mỹ ngoài khơi Saipan, nhưng đã phải chịu đựng thiệt hại nặng nề về không lực hải quân trong trận không chiến mà phía Mỹ đặt cái tên lóng là "Cuộc săn vịt trời Mariana vĩ đại". Khi hạm đội Mỹ phản công vào chiều tối ngày hôm sau, lúc 20 giờ 30 phút ngày 20 tháng 6, hai giờ sau khi bị đánh trúng ngư lôi phóng ra bởi máy bay Grumman TBM Avenger từ tàu sân bay USS Belleau Wood, tàu sân bay Hiyo bị nổ tung và chìm. Đêm đó, Suzuya rút lui cùng với phần còn lại của Hạm đội Nhật Bản về Okinawa.
Quay trở lại Kure vào ngày 25 tháng 6 năm 1944, Suzuya một lần nữa được tái trang bị. Nó được bổ sung thêm bốn tháp súng ba nòng và 10 tháp súng nòng đơn phòng không 25 mm Kiểu 96, đưa tổng số lên 50 nòng (14×3 và 18×1), cùng các hệ thống radar dò tìm mặt đất Kiểu 22 và dò tìm trên không Kiểu 13. Ngày 8 tháng 8, Suzuya rời Kure quay lại khu vực Singapore và Brunei, tham gia các cuộc huấn luyện hạm đội và tuần tra trong khu vực Singapore-Brunei trong suốt tháng 10. Vào lúc này, hệ thống radar Kiểu 22 Kai 4M được nâng cấp lên loại Kai 4S dùng cho việc kiểm soát hỏa lực.

### Trận chiến vịnh Leyte
Cuối tháng 10 năm 1944, hạm đội Nhật Bản được tập trung tại Brunei nhằm đối phó với mối đe dọa về một cuộc đổ bộ của lực lượng Mỹ lên Philippine. Vào ngày 25 tháng 10 năm 1944, trong Trận chiến ngoài khơi Samar, Suzuya tấn công vào ba chiếc tàu sân bay hộ tống của Đội Đặc nhiệm 77.4 thuộc Đệ Thất hạm đội, và bị chống cự bởi cuộc tấn công của mười chiếc máy bay ném bom-ngư lôi TBM Avenger, khi một quả bom ném suýt trúng làm hư hại chân vịt bên mạn trái. Đến 10 giờ 50 phút, Suzuya chịu đựng một đợt tấn công khác bởi 30 máy bay xuất phát từ tàu sân bay. Một quả bom ném suýt trúng đích khác đã làm kích nổ quả ngư lôi Long Lance trong ống phóng số 1, làm phát sinh các đám cháy, gây hư hại phòng động cơ bên mạn phải và phòng nồi hơi số 7. Lệnh bỏ tàu được đưa ra lúc 11 giờ 50 phút, và Suzuya bị chìm lúc 13 giờ 22 phút tại tọa độ 11°45.2′B 126°11.2′Đ / 11,7533°B 126,1867°Đ. Tàu khu trục Okinami đã vớt được Thuyền trưởng Teraoka cùng 401 thành viên thủy thủ đoàn, trong khi các tàu chiến Mỹ vớt thêm được một số người khác sau đó.
Suzuya được rút khỏi danh sách Đăng bạ Hải quân vào ngày 20 tháng 12 năm 1944.

## Danh sách thuyền trưởng
- Yoshida Tsunemitsu (sĩ quan trang bị trưởng): 20 tháng 11 năm 1934 - tháng 1 năm 1936
- Yoshida Tsunemitsu: tháng 1 năm 1936 - 1 tháng 12 năm 1936
- Mizusaki Shojiro: 1 tháng 12 năm 1936 - 1 tháng 12 năm 1937
- Shibata Yaichiro: 1 tháng 12 năm 1937 - 15 tháng 11 năm 1938
- Kubo Kyuji: 15 tháng 11 năm 1938 - 15 tháng 11 năm 1939
- Takayanagi Gihachi: 15 tháng 11 năm 1939 - 15 tháng 10 năm 1940
- Kimura Masatomi: 15 tháng 10 năm 1940 - 24 tháng 11 năm 1942 (được thăng Chuẩn Đô đốc vào ngày 1 tháng 11 năm 1942)
- Ono Takeji: 24 tháng 11 năm 1942 - 7 tháng 9 năm 1943
- Takahashi Yuji: 7 tháng 9 năm 1943 - 1 tháng 9 năm 1944
- Teraoka Masao: 1 tháng 9 năm 1944 - 25 tháng 10 năm 1944